# Супереліпсоїд

Приклади супереліпсоїдів

Супереліпсоїд  — геометричне тіло, поперечними перерізами якого є супереліпсами (криві Ламе) із сталим показником степеня r, а вертикальні перерізи — супереліпсами із показником степеня t. Деякі супереліпсоїди є суперквадриками, однак жодне з цих сімейств не є підмножиною іншого.
Частковим випадком супереліпсоїда є суперяйце, запропоноване Пітом Хейном.

## Математичний опис

### Базова форма
Базовий супереліпсоїд визначається рівнянням
{\displaystyle \left(\left|x\right|^{r}+\left|y\right|^{r}\right)^{t/r}+\left|z\right|^{t}\leq 1.}
Параметри r та t — додатні дійсні числа, що визначають форму фігури, у частковому випадку — ступінь площинності полюсів і екватора. Коли t = r, супереліпс стає частковим випадком суперквадриків.
Довільний горизонтальний переріз супереліпсоїда площиною z = b, де -1 < b < +1, є кривою Ламе з показником степеня r, і масштабним коефіцієнтом 
{\displaystyle a=(1-\left|z\right|^{t})^{1/t};}
{\displaystyle \left|{\frac {x}{a}}\right|^{r}+\left|{\frac {y}{a}}\right|^{r}\leq 1.}
Довільний переріз меридіональною площиною, що проходить через вісь симетрії також є кривою Ламе з показником степеня t і видовженою в горизонтальному напрямку з коефіцієнтом w, що залежить від положення січної площини. Саме, якщо x = u cos θ та y = u sin θ при фіксованому θ, то
{\displaystyle \left|{\frac {u}{w}}\right|^{t}+\left|z\right|^{t}\leq 1,}
де
{\displaystyle w=(\left|\cos \theta \right|^{r}+\left|\sin \theta \right|^{r})^{-1/r}.}
У частковому випадку, якщо r = 2, горизонтальні перерізи є колами, а w = 1 для усіх січних площин. У цьому випадку супереліпсоїд є тілом обертання, що отримується обертанням кривої Ламе з показником степеня t навколо вертикальної осі.
Базовий супереліпсоїд розміщається у просторі всередині куба, де значення кожної з трьох координат лежать в межах від −1 до +1. Супереліпсоїд загального вигляду отримується масштабуванням базового супереліпсоїда по координатних осях з коефіцієнтамиA, B, C, котрі є півосями отриманого супереліпсоїда. Рівняння супереліпсоїда загального вигляду
{\displaystyle \left(\left|{\frac {x}{A}}\right|^{r}+\left|{\frac {y}{B}}\right|^{r}\right)^{t/r}+\left|{\frac {z}{C}}\right|^{t}\leq 1.}
Поклавши r = 2, t = 2,5, A = B = 3, C = 4, отримаємо суперяйце Піта Хейна.
Супереліпсоїд загального вигляду у параметричному вигляді через параметри u та v (довгота в широта) запишеться як:
{\displaystyle {\begin{aligned}x(u,v)&{}=Ac\left(v,{\frac {2}{t}}\right)c\left(u,{\frac {2}{r}}\right);\\y(u,v)&{}=Bc\left(v,{\frac {2}{t}}\right)s\left(u,{\frac {2}{r}}\right);\\z(u,v)&{}=Cs\left(v,{\frac {2}{t}}\right);\\&-\pi /2\leq v\leq \pi /2,\quad -\pi \leq u<\pi ,\end{aligned}}}
де
{\displaystyle {\begin{aligned}c(\omega ,m)&{}=\operatorname {sgn}(\cos \omega )|\cos \omega |^{m};\\s(\omega ,m)&{}=\operatorname {sgn}(\sin \omega )|\sin \omega |^{m};\end{aligned}}}
{\displaystyle \operatorname {sgn}(x)={\begin{cases}-1,&x<0\\0,&x=0\\+1,&x>0.\end{cases}}}
Об'єм супереліпсоїда у вираженні через бета-функцію β(m,n) = Γ(m)Γ(n)/Γ(m + n), виразиться формулою
{\displaystyle V={\frac {2}{3}}ABC{\frac {4}{rt}}\beta \left({\frac {1}{r}},{\frac {1}{r}}\right)\beta \left({\frac {2}{t}},{\frac {1}{t}}\right).}